# Unter Verdacht: Evas letzter Gang
Evas letzter Gang ist ein deutscher Fernsehfilm von Andreas Herzog aus dem Jahr 2019. Es handelt sich um die dreißigste und zugleich letzte Folge der ZDF-Kriminalfilmreihe Unter Verdacht mit Senta Berger als Dr. Eva Maria Prohacek in der Hauptrolle. Prohaceks letzter Fall knüpft an ihren ersten Fall Verdecktes Spiel an, bei dem eine alleinerziehende Mutter zweier kleiner Kinder bei einem Hausbrand starb. Neben dem von Rudolf Krause gespielten Ermittler André Langner und dem von Gerd Anthoff verkörperten Vorgesetzten Dr. Claus Reiter spielen die Gaststars Heinz-Josef Braun, Julia Franz Richter, Anton Spieker, Svenja Jung und Marek Harloff tragende Rollen. Michael Lerchenberg, Wolfgang Maria Bauer, Friedrich von Thun, Michael Greiling und Helmut Berger treten in kurzen Szenen erneut in ihren damaligen Rollen auf.

## Handlung
Rückblick: Ein Mann dringt in ein Haus ein und stößt eine Frau so brutal gegen die Wand, dass sie bewusstlos zusammensinkt. Auf einem Tisch brennen Kerzen. Zwei Kinder, ein Junge und ein Mädchen, kommen von der Schule. Plötzlich beginnt das Mädchen zu laufen und nach seiner Mama zu rufen. Aus dem Hause, auf das das Kind zuläuft, dringt starker Qualm aus einem Fenster und Flammen züngeln auf.
Thomas, ein älterer Polizist, wird von einer jungen Frau namens Sarah abgewiesen. Verzweifelt schreit er, dass er sie doch liebe und geglaubt habe, es mit ihr noch einmal schaffen zu können. Dann zückt er seine Dienstwaffe, hält sie sich an die Schläfe und drückt nach den Worten, es tue ihm leid, ab. 
Die kurz vor der Pensionierung stehende Kriminalrätin Dr. Eva Maria Prohacek wird zusammen mit ihrem Kollegen André Langner zum Tatort gerufen. Prohaceks Vorgesetzter Dr. Claus Reiter platzt in die Vernehmung Sigi Steinhäusers, eines Kollegen des toten Polizisten Thomas Weber, hinein, was Prohacek und Langner seltsam vorkommt. Kurz darauf taucht Lukas Weiss, Sarahs Bruder, bei Eva Prohacek auf und will wissen, ob Prohacek sich nicht mehr an ihn erinnere. Urplötzlich ist Prohaceks Erinnerung an den damaligen Fall, ihren ersten, zurück. Lukas Weiss erzählt der Kriminalrätin, dass seine Schwester verschwunden sei und er sie auch über ihr Handy nicht erreichen könne.
Der ehemalige Polizist und Mitarbeiter des Münchener Bauamtes Josef Bangert bestellt inzwischen seine alten Spießgesellen, Wasserwerk-Chef Toni Schiermeier, Brauereibesitzer Schorch Bichler, Bauunternehmer Wastl Rossmeisl und Kripochef Claus Reiter, in sein Haus mit der Begründung, man müsse reden. Er verlangt von jedem von ihnen zusätzlich zu dem bereits geflossenen Geld 100.000 Euro für sein Schweigen, denn er habe nichts mehr zu verlieren. Die Männer reagieren gereizt auf seine Forderung. Reiter will von Bangert wissen, ob Sarah Weiss bei ihm gewesen sei. Bangert meint, sie wisse alles, er habe ihr alles sagen müssen, sie habe ihm eine Pistole an den Kopf gehalten. Er habe sie beim Weggehen aber niederschlagen können und dann den Schorschi gerufen. Dieser erzählt, dass er versucht habe Sarah Weiss, die plötzlich wieder zu sich gekommen sei, zu ersticken, es dann aber letztendlich nicht fertiggebracht habe. Entsetzt rufen die Männer durcheinander: „Was, die lebt noch?“ Reiter erhebt sich und will wissen, wo sein Kumpel Schorsch Sarah Weiss hingebracht habe.
Als Prohacek, Langner und Steinhäuser Bangert befragen und dieser dicht davor zu sein scheint, alles zu erzählen, platzt wiederum Reiter in die Vernehmung und beordert Prohacek vor die Tür. Dort erzählt er ihr, dass man Sarah Weiss tot an einem Wehr gefunden habe, sie habe Selbstmord begangen. Prohacek ist tief betroffen. Sarahs Bruder Lukas ist davon überzeugt, dass seine Schwester niemals von einer Brücke gesprungen sei. Langner versucht Prohacek davon zu überzeugen, dass sie beide den Fall weiter verfolgen müssten, da Reiter sonst die Ermittlungen an sich reißen werde und das sei es dann gewesen. Es könne doch nicht sein, dass solche Leute einfach immer davonkommen würden.
Über die Witwe des inzwischen verstorbenen Richters Böhm, der seinerzeit im Bauprojekt „Paradiesgarten“ die Schmiergelder in einer Immobilienspekulation im großen Stil verteilt und alle Zahlungen penibel festgehalten hatte, versuchen Prohacek und Langner Reiter festzunageln. Prohacek spricht noch einmal mit Dr. Keller, der Sarah Weiss obduziert hat und ihr erzählt, dass er damals bei der Obduktion von Sarahs Mutter als Assistenzarzt dabei gewesen sei. Reiter habe verhindert, dass weitere Untersuchungen an Martina Weiss vorgenommen worden seien mit der Begründung, das sei nicht nötig, der Fall sei schon klar. Da man Reiter und seinen Spezls wiederum nichts hat nachweisen können, nimmt Lukas Weiss das zum Anlass, Reiter aufzulauern, der sich gerade mit Koffern voller Geld absetzen will. Er überwältigt und übergießt ihn mit Benzin, um ihn dann anzuzünden. Er solle brennen, so wie damals seine Mutter. Prohacek und Langner, die auch dank der Aussage von Schorsch Bichler endlich etwas gegen Reiter und seine Spezln in der Hand haben, tauchen gerade in diesem Moment bei Reiter auf. Obwohl Reiter auch dafür Verantwortung trägt, dass Eva Prohacek bei ihrem ersten Einsatz fast einem Mordversuch zum Opfer gefallen wäre, stellt sie sich schützend vor ihn und verhindert zusammen mit Langner, dass Weiss sein Vorhaben in die Tat umsetzen kann. Reiter wird festgenommen. 
Auf dem Friedhof erzählt Prohacek Lukas Weiss, wie seine Schwester gestorben ist. Bichler habe sie gefesselt und geknebelt in seinem Bootshaus liegen lassen. Als sie dort wieder zu sich gekommen sei und versucht habe, sich zu befreien, sei sie mit dem Gesicht nach unten ins Wasser gefallen und ertrunken. Reiter, der genauso wie seine Spezln der Meinung gewesen sei, dass Sarah Weiss weg müsse, habe sie dort tot vorgefunden und zum Wehr gebracht, um es so aussehen zu lassen, als sei sie von der Brücke gesprungen.

## Produktion

### Dreharbeiten, Veröffentlichung
Der Film wurde im Zeitraum 16. Oktober bis 27. November 2018 in München und Umgebung gedreht. Produzent des Films war Mario Krebs. Evas letzter Gang wurde am 25. Oktober 2019 zur Hauptsendezeit auf arte erstausgestrahlt. Der französische Titel lautet Double jeu – La dernière enquête. Seine Uraufführung erlebte der Film in Ludwigshafen beim Festival des deutschen Films.

### Hintergrund
Evas letzter Gang ist der sechste Film der Reihe, bei dem Andreas Herzog Regie führte. So hat er neben den Folgen Rückkehr (2011), Ohne Vergebung (2013) und Grauzone (2015) auch den herausragenden Film Das Blut der Erde (2013) sowie den packenden Zweiteiler Verlorene Sicherheit (2017) inszeniert.

### Vorgeschichte
Im Vorspann zum Film heißt es: „Auf Grundlage der Drehbücher und Figuren der Folge 1 und 2 der Reihe Unter Verdacht entwickelt von Alexander Adolph.“ Adolph schrieb die Drehbücher für die ersten beiden von Friedemann Fromm inszenierten Filme. Die Auftaktfolge Verdecktes Spiel wurde mit dem Adolf-Grimme-Preis ausgezeichnet. In diesem Film ging es um Immobiliengeschäfte. Seinerzeit stand dem Bauprojekt „Paradiesgarten“ das Haus von Martina Weiss im Weg. Angeblich kam sie bei einem Hausbrand ums Leben. Ihre Tochter Sarah versucht nun 17 Jahre später zu beweisen, dass ihre Mutter ermordet worden ist. Sarah ergriff den Beruf einer Polizistin, um die wahren Hintergründe um den Tod ihrer Mutter ans Licht zu bringen. Sie begann eine Affäre mit einem älteren Polizisten, einem Personenschützer, die jedoch nur Mittel zum Zweck war, um an die Adresse von Josef Bangert, eines ehemaligen Mitarbeiters des Münchener Bauamts, zu kommen. Bangert lebt nach verbüßter Strafe im Zeugenschutz – die wahren Umstände um den Tod von Martina Weiss sollen weiterhin vertuscht werden. Eva Prohacek konnte ihren ersten Fall, in den ihr Chef Dr. Claus Reiter verwickelt zu sein schien, auch deshalb nicht mit der ihr eigenen Hartnäckigkeit verfolgen, weil sie zu der Zeit den Tod ihres Sohnes verkraften musste.

## Rezeption

### Einschaltquote
1,52 Mio. Zuschauer schalteten den Abschluss der ZDF-Krimi-Reihe Unter Verdacht ein, der Premiere bei arte feierte, was dem Sender einen Marktanteil von 5,2 % bescherte und für den kleinen Sender einen Jahresrekord markierte. Die ebenso erfolgreiche Erstausstrahlung der letzten Folge im ZDF-Hauptprogramm am 28. März 2020 erreichte mit 7,03 Millionen Zuschauer und einem Marktanteil von 19,8 Prozent den Tagessieg; in der Gruppe der 14- bis 49-jährigen Zuschauer konnte ein Marktanteil von 6,9 Prozent erzielt werden.

### Kritik
Die Kritiker der Fernsehzeitschrift TV Spielfilm vergaben an den Film die bestmögliche Wertung, indem der Daumen nach oben zeigte, und gaben für Anspruch zwei, für Action einen und für Spannung drei von möglichen drei Punkten. Senta Berger beweise „mit wunderbar nuanciertem Spiel und ohne große Worte […] noch einmal, dass sie die beste Besetzung für die leise Jägerin Eva Prohacek gewesen sei“. Weiter hieß es lobend: „Ein Schlussakt mit Herz, Kraft und Verstand.“ Fazit: „Furioser Abschluss der Top-Krimireihe“.
Thomas Gehringer schrieb zum Abschlussfilm der Reihe bei tittelbach.tv: „Nicht jeder Film war ganz großes Fernsehen, aber ein Krimi von der Stange war ‚Unter Verdacht‘ nie. Vorhang auf für das finale Ringen von Prohacek und Langner mit Gegenspieler Reiter – und für das wunderbare Schauspiel-Trio Senta Berger, Rudolf Krause und Gerd Anthoff.“ Der Film erhielt von ihm 5,5 von 6 möglichen Punkten. Des Weiteren führte der Journalist aus, dass der „stete Kampf des Trios zum Abschluss dramatisch auf die Spitze getrieben“ werde. Das letzte Verhör sei „intensiv“ und „genau inszeniert und gespielt, […] ruhig, konzentriert, nur mit den notwendigsten Dialogsätzen versehen und ganz auf die feine Spielkunst der Schauspieler und die Perspektivwechsel der Kamera vertrauend“. Es sei, als liefen in dieser Szene „die Fäden nicht nur aus den ersten beiden, sondern aus allen vergangenen Folgen zusammen. Und wie unter dem Brennglas zeig[e] sich noch einmal die besondere Qualität der Reihe“, die „als einzigartige Farbe im deutschen Krimi-Fernsehen fehlen“ werde.
Auf der Seite Goldene Kamera titelte Kristina Heuer „Furioses Finale“ und schrieb: „Was für ein würdiger Abschied: Nicht nur die vielen losen Erzählfäden finden endlich zusammen, auch Eva rollt, um in eine Zukunft blicken zu können, ihre Vergangenheit auf. Es wird ernst, stellenweise sogar sentimental und schwermütig. Fast schon rührend entwickelt sich auf angenehm unaufgeregte Art und Weise die Beziehung zwischen Prohacek und ihrem Kollegen Langner doch noch zu einer Art Freundschaft.“ Es seien „die feinen, leisen Zwischentöne“, die „diese Folge so großartig machen“ würden. „Bravourös“ spiele Senta Berger „die alternde Kriminalrätin, die zugleich stark, aber auch zerbrechlich“ sei. Nach diesem „furiosen Finale“ werde „diese großartige Ermittlerin im deutschen TV umso mehr vermisst werden“.
Auch Tilmann P. Gangloff schloss sich auf evangelisch.de dem Urteil an, dass das deutsche Fernsehen mit ‚Unter Verdacht‘, eine seiner „profiliertesten Krimireihen“ verliere, schränkte jedoch ein, dass ‚Evas letzter Gang‘ darunter leide, dass die Krimiebene im Grunde erst nach dreißig Minuten beginne. Dann allerdings erreiche der Film „das übliche Niveau der Reihe, zumal Senta Berger sehenswert wie stets“ sei. Die „außerordentliche Qualität“ der Filme resultiere ohnehin „nicht zuletzt aus den vorzüglichen Leistungen des Trios Berger/Anthoff/Krause“.
Auch Jens Szameit von Prisma bedauerte das Ende der Krimireihe und schrieb: „Es klingt vermessen im Angesicht der anhaltenden Übersättigung mit öffentlich-rechtlicher Krimiware, aber die – pardon – ‚oide Kachl‘ von der Abteilung für Amtsdelikte wird man vermissen.“
Thilo Wydra stellte im Tagesspiegel vor allem auf die „wunderbare Senta Berger in der Rolle der Dr. Eva Prohacek“ ab und befand: „Dieser finale Fall dürfte zugleich zu den Highlights dieser stets ungewöhnlichen, immer etwas aus dem Rahmen des Fernseh-Üblichen fallenden Reihe zählen. Die Narration ist ebenso intelligent wie klug, der Spannungsbogen wird durchgehend gehalten, die Spannungsspirale in der zweiten Hälfte noch etwas angezogen.“ Die Inszenierung sei „subtil zurückhaltend“ und Senta Berger interpretiere ihre Rolle „mit all ihrer Empathie, ihrer Feinfühligkeit und ihrer Vielfältigkeit“. Es sei „ein Fest, dieser Schauspielerin zuzusehen“. Nach gut anderthalb Jahrzehnten sei ‚Evas letzter Gang‘ „ein sehr würdiger Abgang“.
Auch Wolfgang Platzeck von der Berliner Morgenpost bedauerte, das Ende der „vielfach preisgekrönten Reihe“ und griff das Ende des Films auf, in dem Eva Prohacek und André Langner sich gestehen, dass sie einander vermissen werden. Auch beim Zuschauer stelle sich da Wehmut ein, sodass man beiden zurufen möchte: „Wir werden euch beide vermissen.“ Platzeck sprach von „wunderbaren Hauptdarstellern, die fast zu Leitsternen am überfüllten Krimi-Himmel“ geworden seien. Eva Prohacek gehe in den Ruhestand, weil „die unersetzbare Senta Berger vor zwei Jahren ihren Ausstieg aus der Serie verkündet“ habe. „Die Schauspielerin“, die „bei den Dreharbeiten kaum glaubliche 76 Jahre alt“ gewesen sei, habe „nicht länger eine Beamtin spielen“ wollen, „die im echten Leben längst pensioniert wäre“.
Auch der Filmdienst war voll des Lobes für die „herausragende Krimi-Reihe, die einen Bogen zum ersten Teil ‚Verstecktes Spiel‘ (2002)“ schlage. Die „brillant gespielte Abschlussfolge“ greife „mit Wehmut und bitterer Gelassenheit noch einmal die zentralen Themen um Integrität und Gerechtigkeit auf“ und bringe die Serie „zu einem standesgemäßen Abschluss – sehenswert ab 14“.
Hans Hoff wählte in der Süddeutschen Zeitung die Überschrift „Geh nicht“ für die „große Senta Berger“, die man „eigentlich nicht mehr“ für „ihr Werk, ihr Spiel, ihre immer noch schüchtern wirkende Eleganz“ loben müsse. Aber wenn man sehe, „wie sie die Prohacek“ angelegt habe, „wie sie mit einem Blick mehr sag[e] als andere Schauspieler in einem ganzen 90-Minüter, dann möchte man ihr einen innigen Wunsch übermitteln“, der laute: „Geh nicht.“ Zum Abschlussfilm meinte Hoff, was die Autoren Holtz und Iwersen mit Regisseur Herzog zum Finale entworfen hätten, „glänz[e] im deutschen Krimi-Allerlei wie ein Diamant“. Zu tun habe das „mit der exzellenten Führung der Geschichte, die immer neue Wendungen“ nehme, „ohne das Publikum zu überfordern“. Der Film sei „hochspannend, weil das Grundgerüst und die Details stimmen“ würden. Hoff lobte auch die „präzisen Dialoge“ und „eine beeindruckende Filmmusik“ sowie die „wunderbar komponierten Bilder“. Und „den Hauptfiguren“ könne man „gar nicht genug Komplimente zu Füßen legen“.